# Micomitra iris
Micomitra iris är en tvåvingeart som först beskrevs av Friedrich Hermann Loew 1869.  Micomitra iris ingår i släktet Micomitra och familjen svävflugor. Inga underarter finns listade i Catalogue of Life.